# Жолымбетское месторождение
Жолымбе́тское месторожде́ние зо́лота — месторождение золота в Шортандинском районе Акмолинской области Казахстана, в 65 км к северо-востоку от г. Астана и в 54 км восточнее посёлка Шортанды (по другим данным, 100 км к северу от г. Астана и 100 км к югу от города Степногорск). Обнаружено в 1932 году по следам древних рудных разработок, промышленное освоение ведется с 1933 года. Месторождение расположено в узле пересечения Степняковского (Аксуйского) меридионального, Богдановского северо-восточного и Жолымбет-Бощекульского широтного глубинных разломов, в отложениях нижнего и среднего ордовика, прорезанных глубинными разломами и прорванных интрузиями силура. Руды, имеющие промышленное значение, приурочены к интрузивным породам и сконцентрированы на глубине 1600—1700 м. Золото представлено тремя морфогенетическими типами: 1) дисперсное микроскопическое золото в пиритах, 2) жильное самородное золото, 3) золото в метасоматических кварцевых жилах. Содержание золота в руде крайне неравномерное, в среднем 6,6 г/т. Основные рудные минералы: пирит, пирротин, халькопирит, галенит, самородное золото. Сопутствующие минералы: марказит, сфалерит, арсенопирит, висмутин, шеелит, молибденит, борнит и другие. Встречаются примеси индия, кадмия, таллия. Основные компоненты руды: кремнезём (до 70 %), железо (до 3 %), золото (до 110 г/т), медь, свинец и мышьяк (доли процента).
Текущий недропользователь — АО «Казахалтын».
Объём добычи руды — 330 тысяч тонн в год, 1210 кг золота в год.
Имеется две шахты: одна на юго-востоке посёлка Жолымбет, другая («Южная») в 1 км. к югу от него.